# All of a Sudden I Miss Everyone
All of a Sudden I Miss Everyone ist das fünfte Album der amerikanischen Post-Rock-Band Explosions in the Sky, welches am 20. Februar 2007 erschien. Auch eine limitierte Edition des Albums mit einer Bonus-CD mit Remixen aller sechs Titel und verschiedene Vinyl-Versionen wurden veröffentlicht.
Am 20. Februar 2007 traten Explosions in the Sky in Late Night with Conan O’Brien auf und spielten eine verkürzte Version von “Welcome, Ghosts”.

## Titelliste
CD 1
1. „The Birth and Death of the Day“ – 7:49
2. „Welcome, Ghosts“ – 5:43
3. „It’s Natural to Be Afraid“ – 13:27
4. „What Do You Go Home To?“ – 4:59
5. „Catastrophe and the Cure“ – 7:56
6. „So Long, Lonesome“ – 3:40

CD 2 (Bonus-CD mit Remixen)
1. „The Birth and Death of the Day (Jesu Remix)“ – 7:49
2. „Welcome, Ghosts (Adem Remix)“ – 5:43
3. „It’s Natural to Be Afraid  (The Paper Chase Remix)“ – 13:27
4. „What Do You Go Home To? (Mountains Remix)“ – 4:59
5. „Catastrophe and the Cure (Four Tet Remix)“ – 7:56
6. „So Long, Lonesome (Eluvium Remix)“ – 3:40

## Charts
Das Album debütierte auf den Billboard 200 Charts auf Rang 76. In der ersten Woche in den Charts wurden 11.000 Exemplare verkauft.